# Edmund Picard
Wilhelm Edmund Adolf Picard (* 24. Juni 1876 in Badra; † 12. August 1949 in Berlin) war ein deutscher Geologe und Paläontologe.

## Familie
Edmund Picard war der Sohn des Lehrers (Rektor), Fossiliensammlers und Paläontologen Karl Picard und dessen Ehefrau Dorothea geb. Werner.
1912 heiratete er Katharina Paetzold, mit der er einen Sohn hatte.

## Leben
Picard besuchte das Gymnasium Sondershausen. Nach dem  Abitur 1896 studierte er Naturwissenschaften (Schwerpunkt Geologie, Paläontologie) und Mathematik (u. a. bei Felix Klein) in Bonn, Jena, Berlin und Halle. 1901 wurde er zum Dr. phil. promoviert. Seine Dissertation über die Gastropoda der mittleren Trias (Beitrag zur Kenntnis der Gastropoden der mitteldeutschen Trias) gehört auch heute noch neben der Schrift von Otto Grunert zu den Standardwerken triassischer Gastropoden und erhielt ein magna cum laude. Ab 1901 war er zunächst als Hilfsgeologe bei der Preußischen Geologischen Landesanstalt (PGLA). 1912 wurde er Bezirksgeologe und im Ersten Weltkrieg im Frontdienst und Wehrgeologe in Belgien. 1924 wurde er Kustos und erhielt den Professorentitel und 1928 wurde er Landesgeologe. 1940 wurde er Regierungsgeologe im Reichsamt für Bodenforschung und befasste sich besonders mit den Lagerstätten im Lausitzer Braunkohlerevier und in der Region Bitterfeld. Nach dem Krieg wurde er 1945 Oberlandesgeologe an der Deutschen Geologischen Landesanstalt in Berlin, wurde aber schon 1946 entlassen. 1947 arbeitete er noch auf Honorarbasis, erkrankte dann aber schwer.
Neben der Germanischen Trias befasste er sich auch mit Quartärgeologie (Flussterrassen und Löß in Thüringen) und als angewandter Geologe mit Kohlevorkommen (u. a. Tiefbohrungen der Anthrazitlagerstätte Doberlug-Kirchhain). Er veröffentlichte über den Rotstein bei Bad Liebenwerda.
Ab 1916 war er Schatzmeister und ab 1948 Ehrenmitglied der Deutschen Geologischen Gesellschaft.

## Schriften
- Beitrag zur Kenntnis der Gastropoden der mitteldeutschen Trias. Inaugural-Dissertation,  Halle 1902, Archive
- Beitrag zur Kenntnis der Glossophoren der mitteldeutschen Trias, Jb. KPGLA, Band 22 für 1901; 1903, S. 445–540
- Über den Unteren Buntsandstein der Mansfelder Mulde und seine Fossilien, Jb. KPGLA, Band 30 für 1909; 1910, S. 576–622
- Mitteilungen über den Muschelkalk bei Rüdersdorf, Jb. KPGLA, Band 35 für 1914; Teil II: 1915, S. 366–372